# KNVB-Pokal 1974/75
Der KNVB-Pokal 1974/75 war die 57. Auflage des niederländischen Fußball-Pokalwettbewerbs. Er begann am 5. Oktober 1974 mit der ersten Runde, an der nur Amateurmannschaften und Vereine der Eerste Divisie teilnahmen. Ab der zweiten Runde kamen die Mannschaften der Eredivisie hinzu.
Pokalsieger wurde FC Den Haag ADO durch den 1:0-Finalsieg gegen FC Twente '65. Den Haag qualifizierte sich dadurch für den Europapokal der Pokalsieger. Überraschungsteam des Wettbewerbs war der drittklassige Amateurverein VV IJsselmeervogels, der bis ins Halbfinale vorstieß und daraufhin als bislang einziger Amateurverein zur Mannschaft des Jahres in den Niederlanden gekürt wurde.

## 1. Runde
Die erste Runde fand am 5. und 6. Oktober 1974 mit neun Vereinen aus dem Amateurbereich und den 19 Vertretern der Eerste Divisie statt.
| Datum      |                        | Ergebnis              |                    |
| ---------- | ---------------------- | --------------------- | ------------------ |
| 05.10.1974 | CVV Germanicus         | 1:2                   | RKSV Volendam      |
| 05.10.1974 | PEC Zwolle             | 2:0                   | SV Spakenburg      |
| 05.10.1974 | FC Vlaardingen '74     | 1:0 n. V.             | SV Huizen          |
| 05.10.1974 | VV IJsselmeervogels    | 1:0                   | SV Limburgia       |
| 06.10.1974 | FC Dordrecht           | 2:1                   | SVV Schiedam       |
| 06.10.1974 | VVV-Venlo              | 5:1                   | Vitesse Arnheim    |
| 06.10.1974 | VV Heerenveen          | 2:2 n. V. (0:3 i. E.) | Fortuna SC Sittard |
| 06.10.1974 | Helmond Sport          | 1:0                   | USV Elinkwijk      |
| 06.10.1974 | Hermes DVS             | 1:1 n. V. (3:1 i. E.) | FC Den Bosch ʼ67   |
| 06.10.1974 | NEC Nijmegen           | 2:3 n. V.             | FC Groningen       |
| 06.10.1974 | RBC Roosendaal         | 1:0 n. V.             | SC Veendam         |
| 06.10.1974 | SC Amersfoort          | 2:1                   | VV Eindhoven       |
| 06.10.1974 | SC Cambuur             | 1:1 n. V. (4:3 i. E.) | Willem II Tilburg  |
| 06.10.1974 | SC Heracles Almelo '74 | 7:2                   | Quick 1888         |

## 2. Runde
Die zweite Runde fand am 23. und 24. November 1974 statt. In dieser Runde stiegen die 18 Mannschaften der Eredivisie in den Wettbewerb ein.
| Datum      |                          | Ergebnis              |                        |
| ---------- | ------------------------ | --------------------- | ---------------------- |
| 23.11.1974 | VV IJsselmeervogels      | 4:1                   | SC Amersfoort          |
| 24.11.1974 | Ajax Amsterdam           | 8:0                   | Helmond Sport          |
| 24.11.1974 | AZ '67 Alkmaar           | 2:0                   | VVV-Venlo              |
| 24.11.1974 | Excelsior Rotterdam      | 0:1                   | SC Heracles Almelo '74 |
| 24.11.1974 | FC Den Haag ADO          | 1:1 n. V. (4:1 i. E.) | SC Cambuur             |
| 24.11.1974 | FC Dordrecht             | 1:2                   | Sparta Rotterdam       |
| 24.11.1974 | FC Vlaardingen '74       | 1:2                   | FC Groningen           |
| 24.11.1974 | Fortuna SC Sittard       | 1:2                   | FC Twente '65          |
| 24.11.1974 | Go Ahead Eagles Deventer | 0:1                   | FC Utrecht             |
| 24.11.1974 | HFC Haarlem              | 3:1                   | BV De Graafschap       |
| 24.11.1974 | MVV Maastricht           | 1:2                   | Feyenoord Rotterdam    |
| 24.11.1974 | RBC Roosendaal           | 0:4                   | PSV Eindhoven          |
| 24.11.1974 | Roda JC Kerkrade         | 2:1                   | FC Amsterdam           |
| 24.11.1974 | SC Telstar 1963          | 2:0                   | Hermes DVS             |
| 24.11.1974 | RKSV Volendam            | 2:1                   | NAC Breda              |
| 24.11.1974 | WVV Wageningen           | 5:1                   | PEC Zwolle             |

## 3. Runde
| Datum      |                        | Ergebnis              |                     |
| ---------- | ---------------------- | --------------------- | ------------------- |
| 28.12.1974 | VV IJsselmeervogels    | 2:1                   | FC Groningen        |
| 29.12.1974 | SC Heracles Almelo '74 | 4:2 n. V.             | Ajax Amsterdam      |
| 29.12.1974 | RKSV Volendam          | 3:1                   | HFC Haarlem         |
| 08.02.1975 | FC Twente '65          | 2:0                   | Feyenoord Rotterdam |
| 09.02.1975 | AZ '67 Alkmaar         | 8:1                   | SC Telstar 1963     |
| 09.02.1975 | FC Den Haag ADO        | 0:0 n. V. (3:1 i. E.) | Roda JC Kerkrade    |
| 09.02.1975 | Sparta Rotterdam       | 2:1                   | FC Utrecht          |
| 09.02.1975 | WVV Wageningen         | 3:2                   | PSV Eindhoven       |

## Finalrunden
| Viertelfinale 12. März 1975 | Viertelfinale 12. März 1975 | Viertelfinale 12. März 1975 |                     |   | Halbfinale 16. April 1975 | Halbfinale 16. April 1975 | Halbfinale 16. April 1975 |  |  | Finale 15. Mai 1975 | Finale 15. Mai 1975 | Finale 15. Mai 1975 |
|                             |                             |                             |                     |   |                           |                           |                           |  |  |                     |                     |                     |
|                             | AZ '67 Alkmaar              | 2 n. (3 i.)                 |                     |   |                           |                           |                           |  |  |                     |                     |                     |
|                             | VV IJsselmeervogels         | 2 V. (4 E.)                 |                     |   |                           |                           |                           |  |  |                     |                     |                     |
|                             | VV IJsselmeervogels         | 2 V. (4 E.)                 | VV IJsselmeervogels | 0 |                           |                           |                           |  |  |                     |                     |                     |
|                             |                             |                             | VV IJsselmeervogels | 0 |                           |                           |                           |  |  |                     |                     |                     |
|                             |                             | FC Twente '65               | 6                   |   |                           |                           |                           |  |  |                     |                     |                     |
|                             | FC Twente '65               | FC Twente '65               | 6                   | 4 |                           |                           |                           |  |  |                     |                     |                     |
|                             |                             |                             |                     | 4 |                           |                           |                           |  |  |                     |                     |                     |
|                             | RKSV Volendam               | 0                           |                     |   |                           |                           |                           |  |  |                     |                     |                     |
|                             | RKSV Volendam               | 0                           | FC Twente '65       | 0 |                           |                           |                           |  |  |                     |                     |                     |
|                             |                             |                             |                     | 0 |                           |                           |                           |  |  |                     |                     |                     |
|                             |                             | FC Den Haag ADO             | 1                   |   |                           |                           |                           |  |  |                     |                     |                     |
|                             | FC Den Haag ADO             | FC Den Haag ADO             | 1                   | 1 |                           |                           |                           |  |  |                     |                     |                     |
|                             |                             |                             |                     | 1 |                           |                           |                           |  |  |                     |                     |                     |
|                             | Sparta Rotterdam            | 0                           |                     |   |                           |                           |                           |  |  |                     |                     |                     |
|                             | Sparta Rotterdam            | 0                           | FC Den Haag ADO     | 1 |                           |                           |                           |  |  |                     |                     |                     |
|                             |                             |                             | FC Den Haag ADO     | 1 |                           |                           |                           |  |  |                     |                     |                     |
|                             |                             | WVV Wageningen              | 0                   |   |                           |                           |                           |  |  |                     |                     |                     |
|                             | WVV Wageningen              | WVV Wageningen              | 0                   | 2 |                           |                           |                           |  |  |                     |                     |                     |
|                             |                             |                             |                     | 2 |                           |                           |                           |  |  |                     |                     |                     |
|                             | SC Heracles Almelo '74      | 1                           |                     |   |                           |                           |                           |  |  |                     |                     |                     |

## Viertelfinale
| Datum      |                 | Ergebnis              |                        |
| ---------- | --------------- | --------------------- | ---------------------- |
| 12.03.1975 | FC Den Haag ADO | 1:0                   | Sparta Rotterdam       |
| 12.03.1975 | FC Twente '65   | 4:0                   | RKSV Volendam          |
| 12.03.1975 | WVV Wageningen  | 2:1                   | SC Heracles Almelo '74 |
| 12.03.1975 | AZ '67 Alkmaar  | 2:2 n. V. (3:4 i. E.) | VV IJsselmeervogels    |

## Halbfinale
| Datum      |                     | Ergebnis |                |
| ---------- | ------------------- | -------- | -------------- |
| 16.04.1975 | FC Den Haag ADO     | 1:0      | WVV Wageningen |
| 16.04.1975 | VV IJsselmeervogels | 0:6      | FC Twente '65  |

## Finale
| FC Den Haag                                   | FC Den Haag | FC Twente '65 | FC Twente '65 |
| --------------------------------------------- | --- | --- | ------------- |
| FC Den Haag                                   | \| 15. Mai 1975 in Rotterdam (Feyenoord-Stadion) \| \| Ergebnis: 1:0 (0:0) \| \| Zuschauer: 21.000 \| \| Schiedsrichter: Frans Derks \| \| Spielbericht \|                                                                     | \| 15. Mai 1975 in Rotterdam (Feyenoord-Stadion) \| \| Ergebnis: 1:0 (0:0) \| \| Zuschauer: 21.000 \| \| Schiedsrichter: Frans Derks \| \| Spielbericht \|                                                                   | FC Twente '65 |
| FC Den Haag                                   | Ton Thie – Simon van Vliet, Joop Korevaar, Aad Mansveld , Leo de Caluwé – Rob Ouwehand, Dojčin Perazić, Aad Kila – Hans Bres (43. Barend van Hijkoop), Henk van Leeuwen, Martin Jol Cheftrainer: Vujadin Boškov ( Jugoslawien) | Volkmar Groß – Niels Overweg, Kalle Oranen, Epi Drost, Cees van Ierssel – Frans Thijssen, Kick van der Vall, Theo Pahlplatz, Jaap Bos, Jan Jeuring (65. Arnold Mühren), Johan Zuidema Cheftrainer: Antoine Kohn ( Luxemburg) | FC Twente '65 |
| FC Den Haag                                   | 1:0 Henk van Leeuwen (67.) | | FC Twente '65 |
| 15. Mai 1975 in Rotterdam (Feyenoord-Stadion) | | |               |
| Ergebnis: 1:0 (0:0)                           | | |               |
| Zuschauer: 21.000                             | | |               |
| Schiedsrichter: Frans Derks                   | | |               |
| Spielbericht                                  | | |               |